# 雲林縣公共自行車租賃系統站點列表
雲林縣公共自行車租賃系統（MOOVO 雲林）是雲林縣的公共自行車租賃系統，採無人化自助式服務，由雲林縣政府工務處提案，MOOVO（運點科技）負責建置和營運，於2023年8月3日於斗六市試營運，於2024年2月7日正式營運。
MOOVO系統截至2025年7月21日，共設置201個站點（斗六市80個、虎尾鎮53個、斗南鎮7個、西螺鎮10個、古坑鄉1個、北港鎮23個、口湖鄉9個、水林鄉8個、土庫鎮10個）。
此外，MOOVO 運點科技在斗六車站（前站）設有雲林服務中心，提供會員申請等協助。

## 斗六市
1. 雲林縣政府
2. 斗六火車站後站
3. 斗六火車站前站
4. 斗六棒球場
5. 公誠公園
6. 鎮西國小
7. 斗六高中
8. 行啟紀念館
9. 斗六家商
10. 斗六家樂福
11. 斗六民生公園
12. 斗六國中
13. 成大醫院
14. 斗六水岸公園
15. 斗六國小
16. 中山紀念公園
17. 雲林科技大學
18. 雲林縣體育場
19. 雲林科技大學(龍潭路)
20. 南聖宮
21. 水資源二號公園
22. 雲林溪美食廣場
23. 勞工育樂中心
24. 福天吊橋
25. 石榴車站
26. 石榴國小
27. 石榴國中
28. 長和宮
29. 崙峰里
30. 久安里(三殿宮)
31. 正心中學
32. 龍潭社區活動中心
33. 咬狗籃球場
34. 嘉東里
35. 斗六觀光夜市
36. 雲林縣警察局斗六分局
37. 經濟部斗六產業園區服務中心
38. 榴中福德宮
39. 福興路
40. 德安社區
41. 斗六玄太宮(將爺廟)
42. 中南里
43. 斗六鎮東公園
44. 斗六承天宮
45. 十三里社區多功能活動中心
46. 萬年庄
47. 斗六德龍宮
48. 斗六文德公園
49. 斗六永樂公園
50. 波麗士公園
51. 斗六消防局第一大隊斗六消防分局
52. 東市場停車場
53. 菜公庄
54. 明德里社區多功能活動中心
55. 長安派出所
56. 南京西路
57. 斗六大智公園
58. 鎮南國小
59. 明德北路與保源六街路口
60. 保長路
61. 嘉東里
62. 雲林國中
63. 虎溪豐泰
64. 斗六保清宮
65. 虎尾溪福龍宮
66. 龍潭鄰里公園
67. 保竹李天宮
68. 保長國小
69. 崙仔中和宮
70. 江厝路
71. 斗六進天宮
72. 長平里
73. 九老爺(久安南路)
74. 頂柴福德宮
75. 瓦厝玄安宮
76. 福懋一廠
77. 福懋二廠
78. 斗六名門
79. 公誠國小
80. 明德北路一段

## 虎尾鎮
1. 虎科大(第一學生宿舍)
2. 虎科大(經國體育館)
3. 虎尾高中
4. 虎尾國中
5. 虎尾農工
6. 虎尾鎮立幼兒園
7. 虎尾大屯國小
8. 建國眷村
9. 臺大醫院雲林分院虎尾院區
10. 虎尾平和國小
11. 東仁國中
12. 下溪社區活動中心
13. 虎尾人運動公園
14. 虎尾日式舊水塔
15. 安溪社區活動中心
16. 埒內里(拱雲宮)
17. 農博公園
18. 虎尾鎮公所
19. 虎尾鎮立圖書館
20. 虎尾鎮多功能活動中心
21. 高鐵雲林站
22. 頂溪社區體育休閒館
23. 揚子高中
24. 雲林故事館
25. 虎尾嘉南大圳自行車道光復路口
26. 虎尾圓環
27. 虎尾嘉南大圳自行車道林森路口
28. 虎尾嘉南大圳自行車道糖鐵路口
29. 興中社區活動中心
30. 中華電信虎尾服務中心
31. 虎尾嘉南大圳自行車道弘道路口
32. 虎尾立仁國小
33. 虎尾科技大學(文化路)
34. 虎尾嘉南大圳自行車道立德路口
35. 虎尾安慶國小
36. 同心公園
37. 大成商工
38. 虎尾科技大學(八德街)
39. 新吉里
40. 虎尾安溪清雲宮
41. 興隆毛巾觀光工廠
42. 廉使社區活動中心
43. 堀頭里社區活動中心
44. 中華特區
45. 興南里活動中心
46. 虎尾鎮公兒六公園
47. 法務部矯正署雲林第二監獄
48. 三合里(天乙福德宮)
49. 北溪厝龍安宮
50. 學府一路與松園路口
51. 平和里
52. 虎尾公安路立體停車場
53. 虎尾帥興宮

## 斗南鎮
1. 斗南夜市
2. 斗南順安宮
3. 斗南田徑場
4. 雙鐵綠廊(延平路二段554巷)
5. 僑真國小
6. 斗南國小
7. 斗南車站前站

## 西螺鎮
1. 振文公園
2. 中山路公有收費停車場
3. 西螺鎮農會
4. 西螺鎮公所
5. 西螺轉運站
6. 西螺大橋公園
7. 蝴蝶公園
8. 西螺森活武樹園區
9. 新興路
10. 新社路

## 古坑鄉
1. 古坑綠色隧道公園

## 北港鎮
1. 北港觀光大橋
2. 北港溪畔河堤停車場
3. 北港果菜市場
4. 北港媽祖醫院
5. 北港農工
6. 北港高中
7. 北港武德宮
8. 北港國中
9. 北港遊客中心
10. 北港兒十一公園
11. 嘉義客運(北港站)
12. 家樂福北港店
13. 北港鎮公所
14. 新厝里受天宮
15. 北港文化中心
16. 同仁夜市
17. 雲林地方法院北港簡易庭
18. 北港圓環
19. 兒十公園
20. 北港地政事務所
21. 北港鎮立托兒所
22. 台電北港服務所
23. 財政部中區國稅局北港稽徵所

## 口湖鄉
1. 鄭豐喜紀念圖書館
2. 口湖遊客中心
3. 湖口濕地(椬梧滯洪池)
4. 口湖成龍安龍宮
5. 興安代天府
6. 下崙福安宮
7. 文光國小
8. 小雨燕
9. 金湖濱桃公園

## 水林鄉
1. 水林鄉公所
2. 水林鄉海埔活動中心
3. 水林通天府
4. 顏思齊故事館
5. 湖仔內農塘公園
6. 水林鄉運動公園
7. 番薯村東營公廟
8. 蔦松藝術高中

## 土庫鎮
1. 土庫鎮公所
2. 土庫長青公園
3. 土庫順天宮
4. 土庫國中
5. 土庫鎮農會
6. 後埔國小
7. 土庫中山堂
8. 土庫高商
9. 馬光順安宮
10. 馬光國中

## 外部連結
- Moovo官網 （页面存档备份，存于）
- 雲林縣政府工務處 （页面存档备份，存于）
- Moovo的Facebook專頁
- 雲林縣政府工務處的Facebook專頁